# فريتس كيمب
فريتس كيمب (بالهولندية: Frits Kemp)‏ هو محامي هولندي، ولد في 26 فبراير 1954 في آرنم في هولندا.